# Phelsuma quadriocellata
Espèce
Synonymes
- Pachydactylus quadriocellatus Peters, 1883
- Phelsuma quadriocellata leiura Meier, 1983
- Phelsuma bimaculata Kaudern, 1922

Statut de conservation UICN

 LC  : Préoccupation mineure
Statut CITES
Phelsuma quadriocellata, communément appelé Gecko diurne à quatre ocelles ou Phelsume à quatre ocelles, est une espèce de geckos de la famille des Gekkonidae.

## Répartition
Cette espèce est endémique de l'Est de Madagascar.

## Habitat
Dans le biotope naturel de cette espèce, les températures peuvent monter jusqu'à 30 °C et descendent vers 20 °C la nuit, avec une hygrométrie dépassant les 70 %. Durant l'hiver de l'hémisphère sud, les températures chutent vers 25 °C la journée, et vers 15 °C la nuit.

## Description

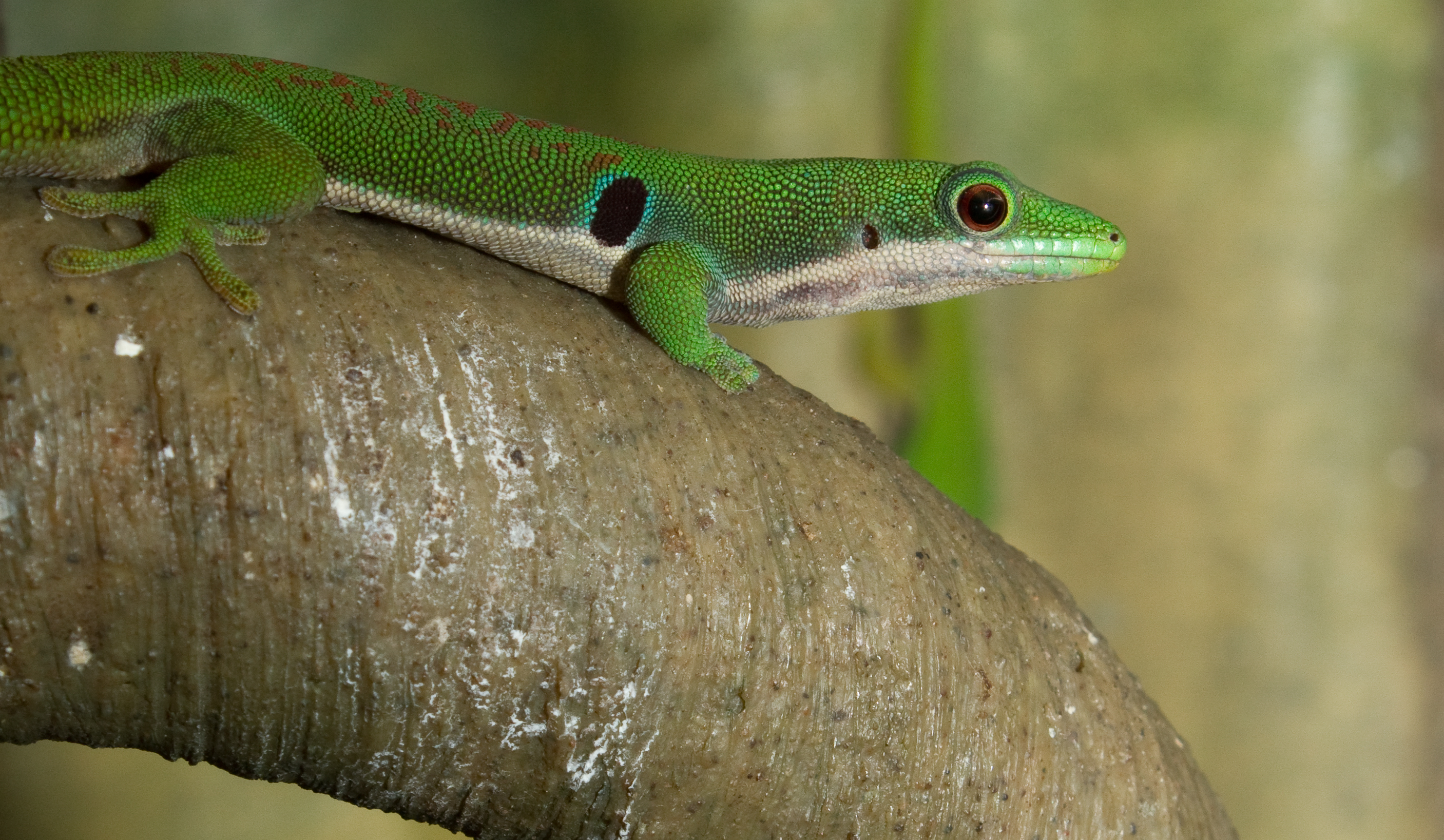
Phelsuma quadriocellata

C'est un gecko diurne mesurant 12 à 13 cm. Il est vert sur le corps et vert bleu sur la tête et la queue. De chaque côté, au niveau des pattes antérieures, se trouvent deux taches noires cerclées de bleu pâle, appelées ocelles. Une seule tache noire orne l'avant des pattes postérieures. Les pattes sont gris beige à vertes avec le dessus des doigts marron. Les yeux sont entourés par un cercle orbital jaune.
Les mâles ont des pores fémoraux plus visibles que les femelles.

## Liste des sous-espèces
Selon The Reptile Database (31 octobre 2012), ce reptile est représenté par trois sous-espèces :
- Phelsuma quadriocellata quadriocellata (Peters, 1883) ;
- Phelsuma quadriocellata bimaculata Kaudern, 1922 ;
- Phelsuma quadriocellata lepida Krüger, 1993.

Phelsuma quadriocellata parva a été élevée au rang d'espèce.

## Éthologie
Cette espèce est très territoriale.

## Alimentation

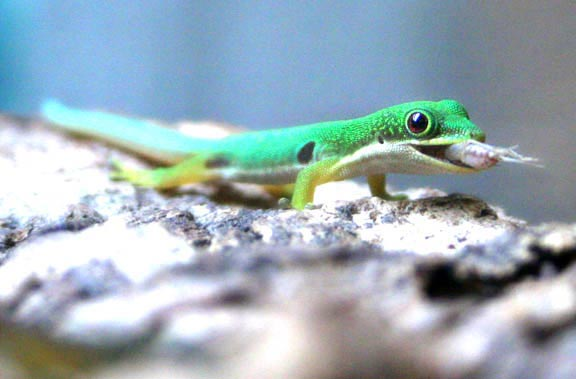
Phelsuma quadriocellata en train de manger

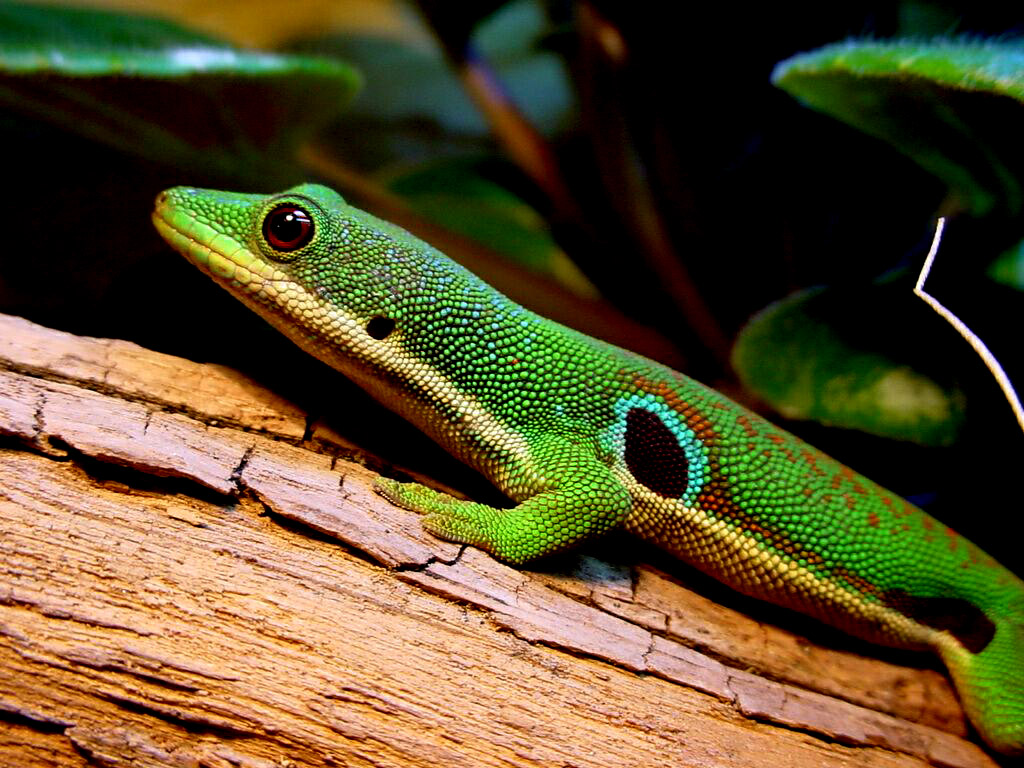
Phelsuma quadriocellata

Ce sont des insectivores qui consomment également des nectars de fruit, en léchant la pulpe.

## Reproduction
La maturité sexuelle est atteinte à l'âge d'un an. C'est au retour des beaux jours que débutent les parades.
Les œufs sont pondus dans des branches creuses, parfois sur des feuilles de plantes. Il peut y avoir jusqu'à six pontes de deux œufs. Les œufs incubent durant quarante jours à une température d'environ 28 °C.
Les petits font 3 cm à la naissance.

## En captivité
Ce gecko se rencontre en terrariophilie. Il est accessible à des éleveurs expérimentés.

## Publications originales
- Peters, 1883 : Neue Geckonen, darunter drei Arten von Scalabotes, aus der Sammlung des in Madagascar verstorbenen Reisenden J. M. Hildebrandt. Gesellschaft Naturforschender Freunde zu Berlin, vol. 1883, no 2, p. 27-29 (texte intégral).
- Kaudern, 1922 : Sauropsiden aus Madagascar. Zoologische Jahrbücher. Abteilung für Systematik, Geographie und Biologie der Tiere, vol. 45, p. 395-458 (texte intégral).
- Krüger, 1993 : Beschreibung einer neuen Unterart von Phelsuma quadriocellata aus dem Nord-Osten Madagaskars. Salamandra, vol. 29, no 2, p. 133-139.